# Višnjice
Višnjice (cyr. Вишњице) – wieś w Serbii, w okręgu zlatiborskim, w gminie Sjenica. W 2011 roku liczyła 34 mieszkańców.